# Окскарбазепин
Окскарбазепи́н — противоэпилептическое лекарственное средство из группы производных карбоксамида. Используется в качестве препарата первого выбора как при монотерапии, так и в комбинированной терапии парциальных эпилептических приступов у детей и взрослых.
От карбамазепина структурно отличается наличием дополнительного атома кислорода у бензилкарбоксамидной группы. Данное отличие уменьшает воздействие метаболитов препарата на печень, а также предотвращает тяжёлые формы анемии, иногда связанные с приёмом карбамазепина. Не считая уменьшения количества побочных эффектов, в остальном препарат фармакологически аналогичен карбамазепину, предположительно имеет тот же механизм действия, связанный с блокированием натриевых каналов, что приводит к стабилизации мембран перевозбуждённых нейронов, ингибированию возникновения серийных разрядов нейронов и снижению синаптического проведения импульсов.
Особенности фармакокинетики у окскарбазепина иные, чем у карбамазепина: он не образует карбамазепин-10,11-эпоксида, и поэтому для окскарбазепина характерна значительно лучшая переносимость, меньшая частота побочных действий, меньший риск передозировки. Окскарбазепин лишь минимально влияет на систему цитохромов P450, и это снижает риск лекарственных взаимодействий. В отличие от карбамазепина, для окскарбазепина не характерен феномен аутоиндукции:15 (индукции ферментов печени, участвующих в метаболизме самого же препарата, что приводит к снижению концентрации препарата в крови:18), и его можно принимать 2 раза в день:15.
Эффективность препарата сходна с эффективностью карбамазепина, вальпроевой кислоты и фенитоина при лечении парциальных приступов; при этом исследования показали лучшую переносимость окскарбазепина по сравнению с карбамазепином и фенитоином: в исследованиях гораздо меньшее количество пациентов прекращали приём препарата из-за побочных действий. Побочные эффекты окскарбазепина, как правило, слабо или умеренно выражены, носят временный характер и встречаются в основном в начале лечения:15.
При приёме окскарбазепина может, как и при приёме карбамазепина, возникать головная боль. Головокружение, тошнота, повышенная утомляемость, диплопия и сонливость возникают гораздо реже, чем при приёме карбамазепина:51. Гораздо реже, чем карбамазепин, окскарбазепин оказывает негативное воздействие на когнитивные функции, обусловленное седацией. Слепые плацебо-контролируемые испытания показали, что препарат не ухудшает когнитивные функции здоровых добровольцев и больных эпилепсией взрослых:121. Окскарбазепин относится к противоэпилептическим препаратам с низким риском развития депрессии (<1 % случаев) и к группе низкого риска по возникновению суицидального поведения.
Для окскарбазепина характерен гораздо меньший по сравнению с карбамазепином и фенитоином риск аллергических реакций, в том числе кожной сыпи, и меньшая выраженность гепатотоксического действия:15. Окскарбазепин гораздо реже, чем карбамазепин, вызывает лейкопению, он не вызывает агранулоцитоза и апластической анемии, вызывает тромбоцитопению в крайне редких случаях (менее чем в 0,1%):29, крайне редко вызывает лекарственно-индуцированный синдром гиперчувствительности:36, почти не вызывает дефицит иммуноглобулина:44. Аритмии при приёме окскарбазепина встречаются крайне редко:45. Для него практически не характерны нейроэндокринные изменения, в частности изменение веса тела:47. Гипонатриемия при приёме этого препарата встречается гораздо реже, чем при приёме карбамазепина:49.
Приём окскарбазепина, как и ряда других противоэпилептических препаратов, может приводить к аггравации — учащению, утяжелению эпилептических приступов, возникновению у пациента новых видов приступов: в случае с окскарбазепином это генерализованные приступы (миоклонические, абсансы) в рамках идиопатической генерализованной эпилепсии:68. Однако, в отличие от карбамазепина, окскарбазепин приводит к аггравации крайне редко:154.
Подобно карбамазепину, фенитоину, фенобарбиталу, топирамату, окскарбазепин может приводить к остеопении и повышенному риску переломов, препарат способствует понижению содержания кальция и снижению минерализации костей как у детей, так и у взрослых.
Окскарбазепин (как и карбамазепин, фенитоин) уменьшает количество спермы, снижает подвижность и нарушает морфологию сперматозоидов, снижая тем самым репродуктивную функцию у мужчин.
Окскарбазепин может снижать эффективность оральных комбинированных или прогестеронсодержащих контрацептивов, а также эффективность инъекционных и имплантируемых лекарственных форм гормональных контрацептивов.
Перед назначением противоэпилептических препаратов рекомендуется провести ряд обследований и проанализировать анамнез пациентов, см. Побочные эффекты противосудорожных средств#Перед началом терапии. Особенно важно перед назначением окскарбазепина (как и карбамазепина) провести ЭКГ, а при выявлении нарушений на ЭКГ провести ЭхоКГ и направить на консультацию к кардиологу:57.
Препарат впервые синтезирован в 1966 году, одобрен к применению в качестве антиконвульсанта в Дании в 1990 году. К 1999 году применялся во всех странах Евросоюза. В США одобрен к применению в 2000 году.
Окскарбазепин входит в перечень жизненно необходимых и важнейших лекарственных препаратов.